# Coronilla de San Miguel Arcángel

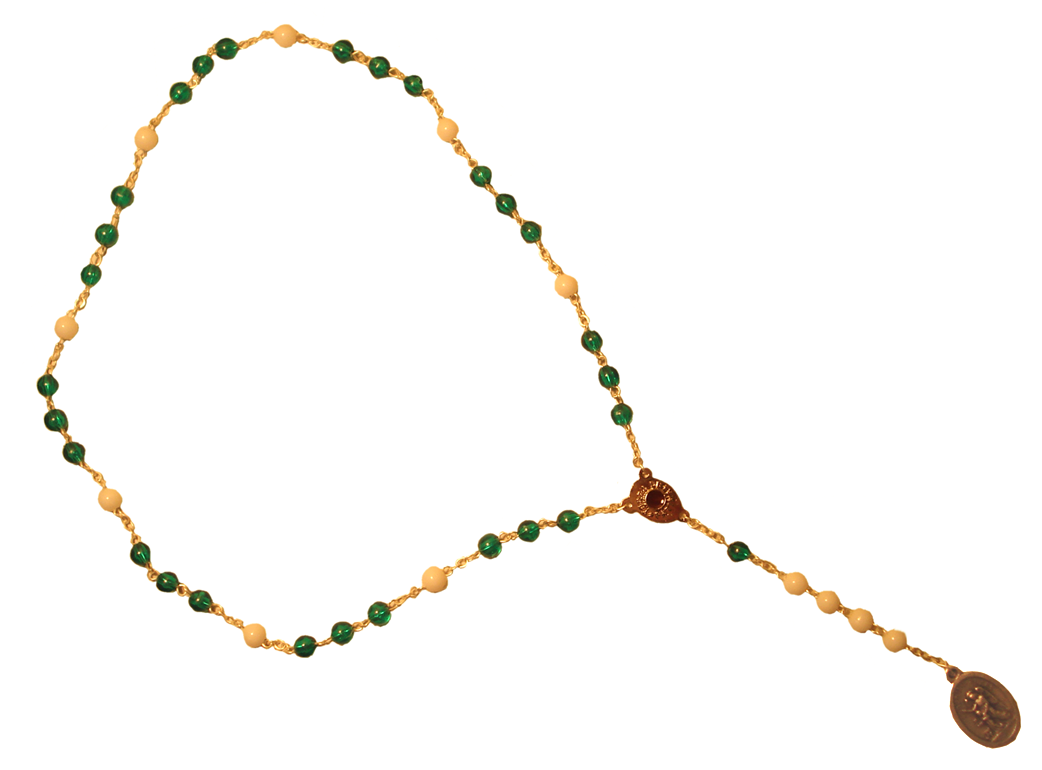
Coronilla San Miguel.

La Coronilla de San Miguel Arcángel, también llamada Rosario de los Ángeles, es un conjunto de oraciones católicas con las que se pide intercesión de cada uno de los nueve coros celestiales.

## Historia

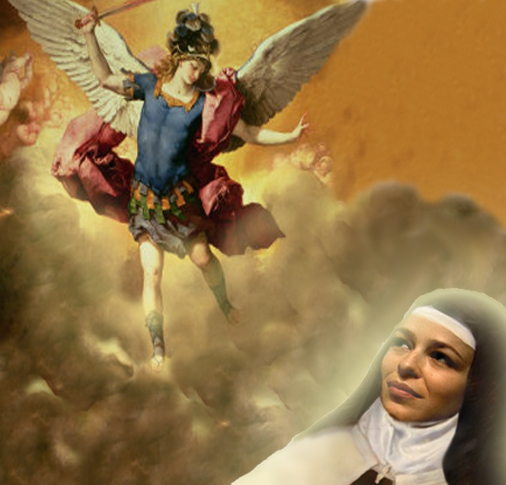
La monja carmelita Antónia de Astónaco.

La coronilla fue revelada en Portugal a la sierva de Dios Antónia de Astónaco, una monja de la Orden de Nuestra Señora del Monte Carmelo, aproximadamente en el año 1750. El arcángel Miguel le dijo a la religiosa carmelita que deseaba ser invocado mediante la recitación de nueve salutaciones a través de las cuales se pide la intercesión de San Miguel y del coro celestial correspondiente, rezando un padrenuestro y tres avemarías en cada salutación.

## Indulgencias
Esta devoción se propagó a lo largo de otros países. El papa Pío IX concedió las siguientes indulgencias a quienes recen la coronilla:
- Indulgencia parcial, a los que recen esta Corona con el corazón contrito.

- Indulgencia parcial, cada día que lleven consigo la Corona o besaren la medalla de los Santos Ángeles que cuelga de ella.

- Indulgencia plenaria, a aquellos que la rezaren una vez al mes, el día que escogieren, verdaderamente contritos, confesados y comulgados, rogando por las intenciones de su Santidad.

- Indulgencia plenaria, con las mismas condiciones, en las fiestas de la Aparición de San Miguel Arcángel (8 de mayo); la fiesta de los santos Arcángeles Miguel, Gabriel y Rafael (29 de septiembre); y la de los Santos Ángeles Custodios (2 de octubre).

## Promesas y beneficios
El arcángel Miguel prometió a quien rece la coronilla:
- Enviar un ángel escogido de cada coro angelical para acompañar a los devotos a la hora de la comunión.

A los que reciten estas nueve salutaciones todos los días les asegura que:
- Disfrutarán de su asistencia continua durante esta vida y también después de la muerte.

- Serán acompañados de todos los ángeles y serán, con todos sus seres queridos, parientes y familiares, librados del Purgatorio.

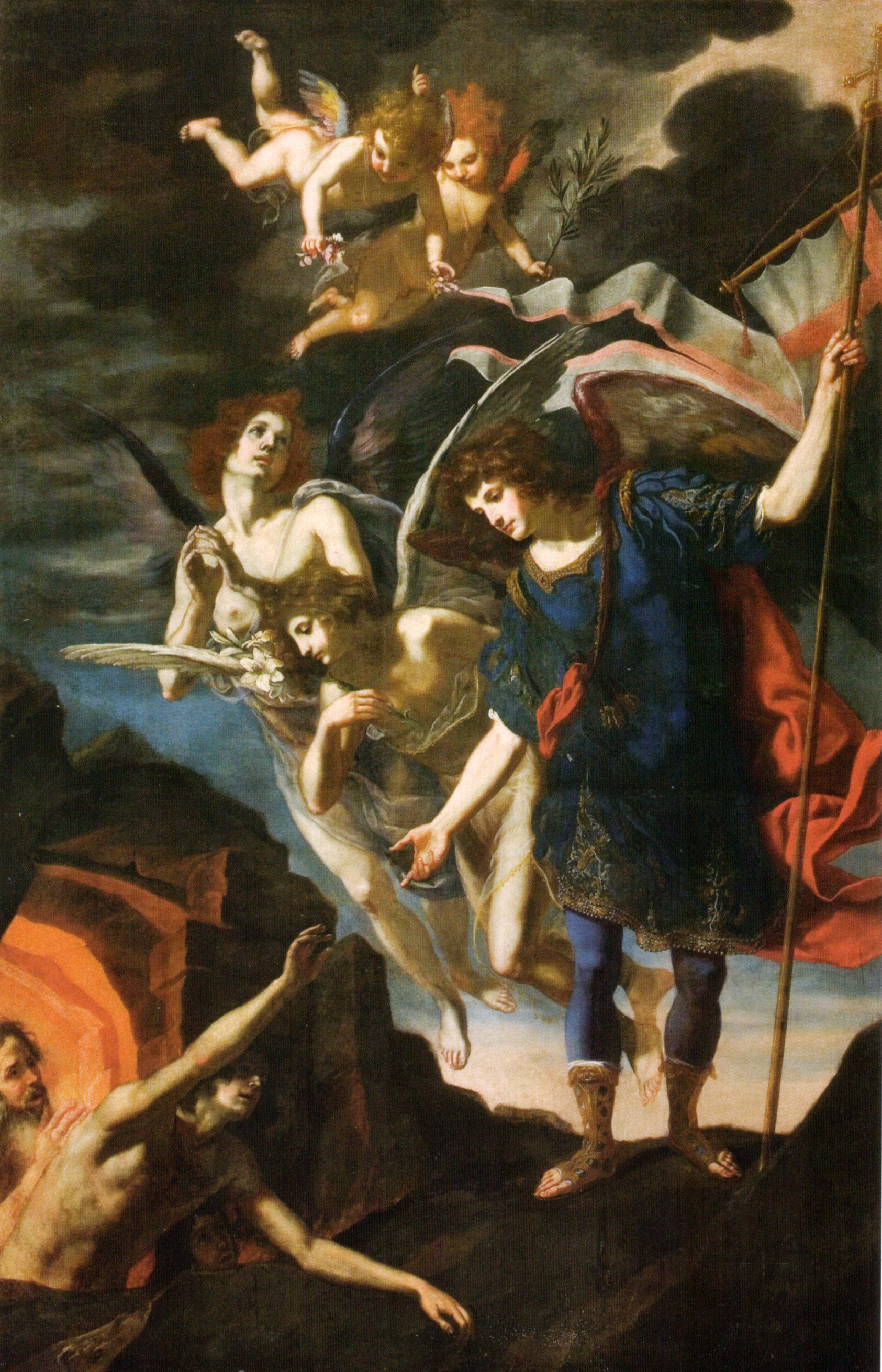
Arcángel Miguel y las almas del Purgatorio por Jacopo Vignali.